# Pappas pojkar
Pappas pojkar är en svensk komediserie från 1973.
Carl-Gustaf Lindstedt spelade pappan som alltid råkade i trassliga situationer. Han får i varje avsnitt hjälp av sina två söner, Martin (Magnus Härenstam) och Bertil (Brasse Brännström). Martin arbetar som forskare på ett laboratorium, medan Bertil tycks leva någon sorts playboyliv. I varje avsnitt medverkade olika gästskådespelare, bland andra Torsten Lilliecrona, Meg Westergren, Arne Källerud och Fredrik Ohlsson.  Carl-Gustaf svarade för manus tillsammans med Magnus och Brasse. Lasse Hallström regisserade serien. Serien har repriserats vid flera tillfällen. 2011 kom serien på DVD.
Serien omfattar fyra avsnitt, cirka 40 minuter långa.

## Rollista

### Huvudroller
- Brasse Brännström - Bertil Bengtsson
- Magnus Härenstam - Martin Bengtsson
- Carl-Gustaf Lindstedt - herr Folke Bengtsson

### Gästskådespelare
- Arne Källerud - Gårdskarl
- Gunilla Thunberg - Beatrice Gustafsson
- Martin Johnsson - Pelle
- Jan Kreigsman
- Torsten Lilliecrona - Källarmästaren
- Dan Lindhe
- Lars Lundgren
- Curt Masreliez - greve Rutger af Klensparre
- Börje Mellvig - Bankdirektören
- Fredrik Ohlsson - Pelles far
- Bellan Roos - grevinnan af Klensparre
- Jon Skolmen Göta Petter
- Torsten Wahlund - Vakt
- Meg Westergren - Pelles mor
- Georg Årlin - Advokaten
- Åke Fridell - pastor Klensparre